# 特殊建築物定期調査・建築設備定期検査
特殊建築物定期調査・建築設備定期検査（とくしゅけんちくぶつていきちょうさ・けんちくせつびていきけんさ）とは、建築基準法第12条各項（第1項：特定建築物、第3項：防火設備、建築設備、昇降機等）により定められている、毎年もしくは数年に一度義務付けられている建築物の調査(特殊建築物定期調査、2016年6月以降は特定建築物定期調査（とくていけんちくぶつていきちょうさ）と改名されている場合もある)及び防火設備や建築設備ならびに昇降機や遊戯施設の検査(建築設備に関しては建築設備定期検査、他に防火設備は防火設備定期検査（ぼうかせつびていきけんさ）、昇降機・遊戯施設は昇降機等定期検査（しょうこうきとうていきけんさ）)である。この他、省エネ法に関しても届出の後の定期報告が義務付けられていたが、2017年4月1日に建築物省エネ法へ移行するにあたり、定期報告の制度が廃止された。

## 目的
- これらの検査・調査は、建築物や設備等の異常に起因する人身的・経済的な事故ならびに損失を事前に防ぐために、建築士などの資格を有する者・講習を受講してその資格を得た者が、毎年もしくは数年に一度、定期的に異常がないか調査・検査を実施し、異常が確認されれば、管轄する機関を経て行政庁に報告する他、所有者・管理者に是正を求め、改善を勧める事で建物や設備の安全を維持し、第三者に調査・検査の内容や安全であることの公表を目的としたものである。

## 調査・検査対象
- 対象となる用途・面積・報告年度及び建築設備に関しては行政により異なる。

## 調査・検査済の証明
- 法定点検の対象に該当する特定建築物については、検査・調査報告後に報告済のマークが送られた上で（要是正事項が正されないと発行されないケースもある）、次回の点検までに原則として一般人の目に付く場所に掲示することが義務付けられている（エレベーターの場合はかご内のインジケーター廻り、小荷物専用昇降機・エスカレーター・遊戯施設は操作スイッチの付近[2]、他については建物の玄関の辺り）。なお、各々の報告済のマークは商標登録されている。

## 調査・検査資格者
共通
- 建築士（一級建築士・二級建築士）

各種法定点検
- 特殊建築物定期調査または特定建築物定期調査：特定建築物調査員
  - 平成28年5月31日までは『建築基準適合判定資格者』、『登録調査資格者講習を修了した者』が調査資格として定められていた。
  - 調査員の資格を得るには受講するための条件が必要になる[3]。
- 建築設備定期検査：建築設備検査員
  - 平成28年5月31日までは『建築基準適合判定資格者』、『登録建築設備検査資格者講習を修了した者』が検査資格として定められていた。
  - 検査員の資格を得るには受講するための条件が必要になる[4]。
- 昇降機等定期検査：昇降機等検査員（遊戯施設を含む。報告書には保守業者を記載する項目がある。）
  - 平成28年5月31日までは『建築基準適合判定資格者』、『登録昇降機検査資格者講習を修了した者』が検査資格として定められていた。
  - 検査員の資格を得るには受講するための条件が必要になる[5]。
- 防火設備定期検査：防火設備検査員（平成28年6月より新設）
  - 検査員の資格を得るには受講するための条件が必要になる[6]。

## 建築物
※調査内容の詳細は『建築物の定期調査報告における調査及び定期点検における点検の項目、方法並びに結果の判定基準並びに調査結果表を定める件（平成20年国土交通省告示第282号）』を参照。
敷地及び地盤
外部の排水不良による地盤崩壊の兆候の有無の確認
基礎の異常による建物の不同沈下の兆候の有無の確認
屋外の避難経路が障害物により障害になっていないかの確認
建築物の外部
タイル、石貼り等（乾式工法によるものを除く。）、モルタル等の劣化及び損傷の状況を目視調査、手の届く範囲の打診等調査、ただし、打診等を実施した後10年を超え、かつ3年以内に落下により歩行者等に危害を加えるおそれのある部分を全面打診等調査（外壁調査範囲に足場等を設置して全面打診する方法及び赤外線センサーによる壁面温度の測定による赤外線調査。）により確認する。
屋上及び屋根
防水材・金物の劣化の有無の確認
屋上の雨水の排水が落ち葉や泥などで障害になっていないかの確認。
建築物の内部
壁・床・天井における防火材料及び防火区画・下地材や仕上げの劣化の有無の確認
常閉の防火扉やシャッターの動作の不具合及び障害物の有無の確認（感知器連動閉鎖の防火設備は防火設備定期検査として2016年6月より独立）
石綿を使用している箇所について、飛散の可能性のある材料の使用の有無や飛散防止の処置・除去の状況の確認
避難施設等
屋内の避難経路（廊下・階段など）が障害物により避難の支障になっていないか等の確認
避難の妨げとなる火災の煙の侵入防止や、排出を行う設備（排煙設備）の異常がないかの確認
その他
新耐震基準（昭和56年）が施行される前の建物の耐震診断や補強の実施の確認
行政庁により定められている項目がある(膜構造・自動回転ドア等)

## 防火設備
※2016年6月より制度化された法定点検。但し、制度化されてから3年以内の経過措置（東京都域の場合、2016年6月1日から2019年3月31日まで）があり、2019年4月1日以降は毎年の報告対象となる。
煙感知器連動閉鎖の防火扉やシャッター、耐火クロススクリーン、ドレンチャーその他の水幕（『ウォータースクリーン』など）を形成する防火設備の機能の不具合等の有無の確認。消防署へ提出する防災設備の検査報告とは別。

## 建築設備
※建築設備に関しては主な検査対象は次の通りである(行政庁により検査・報告範囲は異なる)
換気設備
検査の対象は以下の通りである。そのうち、換気無窓の居室に関しては国土交通大臣の指定する検査の対象になる。
建築基準法上の換気無窓(開口部が居室の床面積の1/20以下)
火気使用室(厨房や機械室などのガスや石油を燃料とする燃焼器具を使用する居室)
居室等(劇場や映画館など不特定多数の人が利用する居室)
換気ダクトに設けられるダンパー(防火・防煙。検査は延焼の恐れのある部分にあるものを含める全数であるが、主に防火区画を貫通する部分に設置されているものが報告の対象となる（機械排煙設備も同様）。)
排煙設備
機械排煙設備(以前は手動の排煙窓も検査の対象になっていたが、特定建築物定期調査の調査項目と重複するために、検査対象から外された)に関しては国土交通大臣の指定する検査の対象になる。
非常用照明設備
器具（電球については白熱灯、蛍光灯、LEDなど）が適正か、点灯するかの確認や照度が法規に適合するか、電源（蓄電池、自家発電機）の不良がないかの確認をする。検査方法としては、点検用のひもやつまみを引っ張る・又はLED照明は点検用のボタンを押す、電灯盤のブレーカーを落として点検する方法がある。なお、消防法で設置が義務づけられている誘導灯とは別。
給排水設備
給水設備 - 給水管・末端の劣化、水槽の清掃記録や保守点検が可能な状況か、水質検査の記録の確認。
給湯設備 - 配管の劣化、給湯器の設置及びメンテナンスの状況、周囲の可燃物の放置の有無等。
排水設備 - 配管の劣化、排水トラップ・排水槽の設置及びメンテナンスの状況、阻集器などの清掃状況。
配管についての補足 - 他の配管とクロスコネクションを起こしたりしていないかの確認。
このうち排水を再利用する中水設備に関しては国土交通大臣の指定する検査の対象になる。

## 昇降機
出典
- エレベーター（非常用エレベーターを含む。工場や工事などの事業において労働安全衛生法の性能検査を受けた人荷を運搬させる昇降機または昇降路が住戸内に限るホームエレベーターは年次報告の対象外。）
  - ロープ式／油圧式
- 段差解消機
  - 車いすに座ったまま使用するエレベーターでかごの定格速度が15m/minでかつ床面積が25㎡以下、昇降行程4m以内もの、または階段及び傾斜路に沿って昇降するもの。
- いす式階段昇降機
  - 階段及び傾斜路に沿って一人の者が椅子に座った状態で昇降するエレベーターで定格速度が9m/min以下のもの。
- エスカレーター
- 小荷物専用昇降機（テーブルタイプの昇降機は年次報告の対象外）

## 遊戯施設
※遊園地などの商業施設で使用される規模の遊戯施設（建築基準法施行令第138条第2項第二・三号で定められている工作物）。出典を参照。
高架の遊戯施設（第二号。但し、文中にある観光用の昇降機は昇降機定期検査の対象となる。）
- 勾配が5度未満の軌道を走行するもの
  - 例：モノレール、子供汽車
- 走行する軌道の勾配が上記以外のもの
  - 例：マッドマウス、コースター
- 軌条を有さない軌道を走行するもので上記以外のもの
  - 例：ウォーターシュート（横浜・八景島シーパラダイスにあったものが2005年11月6日に終了したのを最後に、現在はなし）
- 水を流した水路を人が直接滑走するもの
  - 例：ウォータースライダー
- 客席部分を吊って直接上昇させるもの
  - 例：パラシュートタワー
- その他これらに類するもの

回転運動をする遊戯施設で原動機を使用するもの（第三号）
- 客席部分が主索により吊るされ、かつ垂直軸または傾斜した回転軸の周りを一定の速度で回転するもの
  - 例：回転ブランコ、飛行塔
- 客席部分の垂直軸又は傾斜した回転軸の周りを一定の速度で回転するもの（客席部分をゆるやかに上下動させるものを含む。）
  - 例：メリーゴーラウンド、ムーンロケット、コーヒーカップ[13]
- 客席部分の垂直軸又は傾斜した回転軸の周りを一定の速度で回転するもので上記を除く
  - 例：横浜ドリームランドにあった『コンドル』やとしまえんにあった『イーグル』など。
- 客席部分が固定された水平軸のまわりを一定の速度で回転するもの
  - 例：観覧車
- 客席部分が可変軸の周りを一定の速度で回転するもの（客席部分をゆるやかに上下動するものを含む。）
  - 例：ローター
- 客席部分が可変軸の周りを回転するもので上記以外のもの。
  - 例：オクトパス
- 客席部分が垂直平面内のうち、当該円の中心点より低い部分において回転運動の一部を反復して行うもの。
  - 例：海賊船
- その他これらに類するもの

## 廃止された定期報告の制度

### 省エネ
- サッシ・屋上緑化
- 空調設備
- 換気設備
- 照明設備
- 給湯設備
- 昇降機設備（事務所・商業施設など）
- その他（太陽光発電など）

## 参考出典
- 特殊建築物等定期報告 - 東京都都市整備局
- 定期報告制度の見直しについて パンフレット - 国土交通省HP